# Kvarte
Kvarte is een plaats in de gemeente Perušić in de Kroatische provincie Lika-Senj. De plaats telt 277 inwoners (2001).